# Strada statale 55 (Polonia)
La strada statale 55 (sigla DK 55, in polacco droga krajowa 55) è una strada statale polacca che attraversa il Paese da Nowy Dwór Gdański a Stolno.